# Рунчак Володимир Петрович
Володи́мир Петро́вич Рунча́к (12 червня 1960, Луцьк) — український композитор, диригент, баяніст.

## Біографія
У 1986 році закінчив Київську консерваторію імені Петра Чайковського як композитор, диригент (клас проф. М. Гозулова) та баяніст (клас проф. Різоля). В 1992, 1993, 1995 роках відвідував у Берліні Бранденбурзький Колоквіум Нової Музики, що вели П. Дітріх, Д. Шнебель, К. Губер, Ф. Глобокар, Е. Дєнісов. Лауреат Першої премії Республіканського конкурсу баяністів (1984). У 1998 році започаткував музичний колектив «Нова музика в Україні», з яким активно працює як диригент, виконуючи сучасну музику українських та зарубіжних композиторів.
Член Національної спілки композиторів України. Відповідальний секретар Київської міської організації Національної спілки композиторів України. Його твори не раз виконувались на міжнародних фестивалях у Великій Британії, Німеччині, Хорватії, Угорщині, Чехії тощо. Його твори виконуються на багатьох фестивалях і концертах сучасної музики в Україні і за кордоном (A-DEvantgarde, Dartstadter Ferien Kurse fuer Neue Musik, Almegia, Muzick Biennale Zagreb, PPianissimo, Grande Festival d'Art Slave), видаються і записуються в Німеччині, Італії, США. Серед його виконавців — оркестри Лондонського Музичного Коледжу і Аугсбурзької Філармонії, ансамблі сучасної музики Piano possible, Com-Sonanse Duo, Triolog, Het-Trio, Ensemble fuer Neue Muzik Zurich, Namaste Qartet, Psappha та ін. Його авторські концерти відбулися, крім України, у Вищій Школі Музики в Мюнхені і в Паризькій Консерваторії.
2005 року Міністром культури Польщі Рунчака нагороджено польською відзнакою в галузі культури L'ordre du merite culturel. В сезонах 2007\2008 рр. та 2010\2011 рр. працював Головним запрошеним диригентом Державного камерного оркестру Азербайджану ім. Кара Караєва.

## Творчість
У творах Рунчака емоційність поєднується з точністю форми. Він вільно використовує новітні композиторські техніки. Як диригент виступав з багатьма оркестрами України, Росії, Казахстану, Франції, здійснив понад сто світових і українських прем'єр творів сучасних композиторів, зокрема в рамках заснованої ним концертної серії «Нова Музика в Україні» (початкова назва — «Нова Музика в Києві»).
Як відзначає газета «Frankfurter Allgemeine Zeitung»

| «В.Рунчак знайшов свій особистий баланс між стилістичними, технологічними обмеженнями і новою свободою. З його творів можна почути мужність авторського висловлювання, яка виходить далеко за межу приналежності до якоїсь окремо взятої композиторської школи. Чисто авангардні засоби є для нього лише тільки засобами». |
На думку Н. Кречко, у центрі уваги композитора — складна дисонантна мова, експресія музичного висловлювання, новаторські прийоми, пов'язані зі звукотворчістю, нетиповими просторово-акустичними і темброво-колористичними засобами.
Рунчак є яскравим представником українського музичного акціонізму (поряд з Сергієм Зажитьком, Сергієм Ярунським, Кармелою Цепколенко, Людмилою Юріною, Іваном Небесним, Данилом Перцовим та Григорієм Немировським). Інструментальний театр для В.Рунчака споріднений з інструментальним театром М. Кагеля, і, на думку дослідників, став засобом привернути увагу до соціальних проблем.

### Список творів
- Камерна опера «Піна»

Для оркестру
- - In memoriam"
  - Симфонія плачів (1985)
  - «Con mesto sereno» (1987)
- Камерні симфонії:
  - № 1, Пам'яті Лятошинського (1986)
  - № 2 «Духовні піснеспіви» (1988)
  - № 3 — для флейти з оркестром
  - № 4 —Semper fidelis, для струнних (2011)
- forte\piano — концерт для оркестру без фортепіано (2008)

Для інструментів соло з оркестром
- Концерт для саксофона з оркестром (1987)
- 1 + 16 + …, концерт для скрипки і струнних (1997)
- Портрет І. Стравінського для баяна, балалайки та оркестру(2003)
- «Ключ до скрипкового ключа», невеликий практичний досвід для скрипки та струнного оркестру (2012)
- «Is the flute magic?» Музичне приношення В. А. Моцарту для флейти (Picc, Ord, C-Alto) та оркестру, концерт для флейти (2017)
- Автопортет для акордеона і струнних (2018)

Вокально-симфонічні твори
- - «Чумацькі пісні», фолк-Кантата на народні тексти для баритона і ансамблю українських народних інструментів (1988)
  - «Credo» (для солістів з оркестром, 1989)
  - «Страсті за Владиславом» (для читця і оркестру, 1989)
  - «На смерть Ісуса» («cantus canonicus»), церковні розспіви за Євангелієм від Св. Луки в 4-х частинах для жіночого хору, читця і 2 труб (1991)
  - Реквієм для сопрано, баритона і камерного ансамблю

Для хору a capella
- Невільничі пісні (на сл. Лесі Українки, 1988)
- Нагірна проповідь (За мотивами Євангелії від Луки, 1998)
- Мальовнича екскурсія по заповідних місцях українського соромницького гумору та обробка української народної пісні «ой, у вишневому садочку» (1998)
- «Оспівуючи різдво господнє…», концерт-кант на канонічні тексти для мішаного хору і дитячих голосів (1999)

Для камерних складів
- Homo ludens I—XII, п'єси для інструментів соло (1991—2018)
- «Анекдот для дорослих», маленьке концертино для дитячого ансамблю перкусії
- «PARS PRO TOTO» (Частина замість цілого), «Kвадромузика № 2» для 10 виконавців (1994)
- «Дуелі», «Квадромузика» no.3, Камерний концерт для ансамблю кларнетів (1995-98)
- «Мистецтво німих звуків» для 4-х кларнетів (1997)
- «Осанна музикантам яких немає з нами… вже і ще» для 2-х саксофонів, перкусії і фортепіано (1997)
- «Зі мною ще хтось — три заповіді блаженства» для фортепіанового тріо варіабельного складу (1998)
- «Гра звуків», «матч з музики у п'яти раундах» між кларнетистом і струнним квартетом (2001)
- Анті-сонати № 28, 29 та 53 для фортепіано і кларнета (2003, 16’)
- (pia)NO TROMB ONE для тромбона і фортепіанo (2005, 4’)
- Труби Єрихону для 12 труб (2007)
- Труба кличе (для труби і фортепіано, 2008)
- «Дайте Шевченківську премію всім, хто хоче її мати» («tête-à-tête») для двох саксофонів (2007)
- Квартет для 4 валторн (2016)
- Відбитки пальців на струнах, клавішах і клапанах (спроба музичної експертизи) для флейти, скрипки, віолончелі та фортепіано (2018)

Для фортепіано
- Варіації на народну тему (1982)
- Homo ludens № 2 (1992)
  - Привіт М.К., трисучасна сонарна норма для фортепіано (2001)

Для ударних інструментів
- Folk — concerto No 2 for percussion quartet
- Homo ludens № 7
- Hosanna, to musicians who are no longer or not yet with us (sax, percussion, piano)

Для баяна
- Сюїта № 1 «Портрети композиторів» у 4 частинах (1979-88)
- «Messa da requiem» (1982)
- Сюїта № 2 «Українська» (1980-87)
- Cоната «passione» (1985-89)
- «Quasi sonata» № 2, "«спроба самоаналізу» (2001)